# 霍卢布科韦 (扎波罗热州)
47°55′10″N 36°0′53″E / 47.91944°N 36.01472°E
霍盧布科韋（烏克蘭語：Голубкове）是位於烏克蘭東南部的村莊，由扎波羅熱州扎波羅熱区的新米科拉伊夫卡市鎮負責管轄。該村始建於1921年，面積3.9平方公里，海拔高度117米，2001年人口47，人口密度每平方公里12.1人。